# خوان دي سيلايا
خوان دي سيلايا (بالإسبانية: Juan de Celaya)‏ (و. 1490 – 1558 م) هو رياضياتي، وفيزيائي، وفيلسوف، وبروفسور من إسبانيا . ولد في بلنسية .
توفي في بلنسية (مقاطعة)، عن عمر يناهز 68 عاماً.

## التعليم
تعلم في جامعة بلنسية